# Music Industry Awards 2007
Dit zijn de winnaars van de Music Industry Awards (MIA's) van 2007. De bekendmaking ter gelegenheid van deze allereerste editie vond plaats op 30 januari 2008. De uit Leuven afkomstige zanger Milow was de grote winnaar met drie prijzen. Clouseau en de Fixkes waren dan weer de groepen die de meeste nominaties binnenhaalden.

## De winnaars van 2007
| Categorie                    | Winnaar                     | Genomineerden                                                               | Uitgereikt door |
| ---------------------------- | --------------------------- | --------------------------------------------------------------------------- | --------------- |
| Beste soloartiest            | Natalia                     | - Flip Kowlier - Gabriël Rios - Arno Hintjens                               | publiek         |
| Beste groep                  | Clouseau                    | - Fixkes - Zita Swoon - Hooverphonic                                        | publiek         |
| Beste videoclip              | Milow - You Don't Know      | - Fixkes - Kvraagetaan - Gabriël Rios - Angelhead - Axelle Red - Naïve      | publiek         |
| Beste popartiest             | Tom Helsen                  | - Clouseau - Natalia - Stan Van Samang                                      | publiek         |
| Beste dance/elektronice      | Milk Inc.                   | - Soulwax - Sven Van Hees - Vive la Fête                                    | publiek         |
| Beste rock/alternative       | Zornik                      | - Zita Swoon - Mintzkov - The Van Jets                                      | publiek         |
| Beste populaire artiest      | Mega Mindy (Free Souffriau) | - Laura Lynn - Mama's Jasje - Strato-Vani                                   | publiek         |
| Beste wereldmuziek/crossover | Laïs                        | - Yevgueni - Think of One - Zap Mama                                        | publiek         |
| Beste song                   | Milow - You Don't Know      | - Clouseau - De tegenpartij - Fixkes - Kvraagetaan                          | publiek         |
| Beste album                  | Gabriël Rios - Angelhead    | - Clouseau - Vonken & Vuur - Fixkes - Fixkes - Flip Kowlier - De man van 31 | muziekindustrie |
| Beste live-act               | Goose                       | - Natalia - Zita Swoon - Clouseau                                           | muziekindustrie |
| Beste doorbraak              | Milow                       | - The Van Jets - Fixkes - Stan Van Samang                                   | muziekindustrie |